# لئون مکردجیان (کارگردان فیلم)

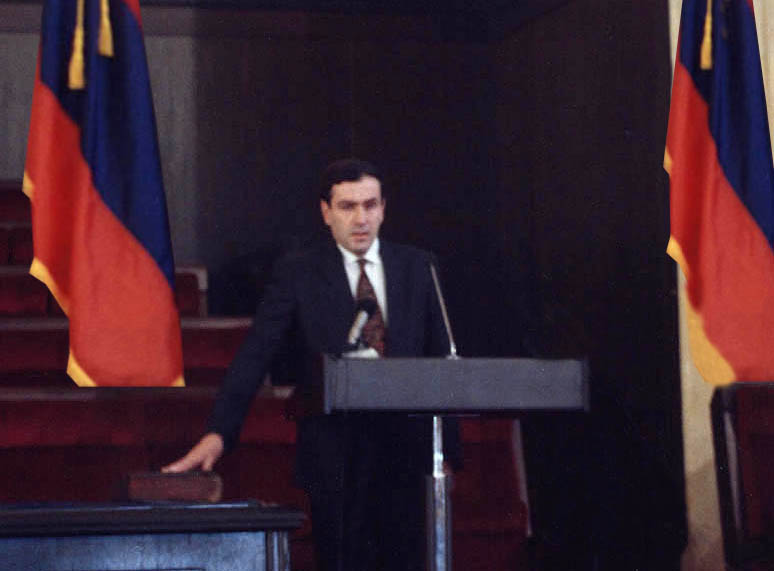
The Manuscript of Independence, - arm Մատյան Անկախության Above:Levon Ter-Petrosyan

لوون مکردجیان (ارمنی: Լևոն Մկրտչյան؛ زادهٔ ۲۵ فوریهٔ ۱۹۵۳) یک کارگردان اهل ارمنستان است که برای مستندسازی‌های خویش شناخته می‌شود.

## فیلمشناسی
- در مسیر ابدیت شاعر (۱۹۸۳)
- بارویرْ سِواگ (۱۹۸۴)
- گیومری (۱۹۸۷)
- چارنتس (۱۹۸۷)
- مسروپ ماشتوتس (۱۹۸۸) روایت توسط سوس سارگسیان
- شارل آزناوور (۱۹۸۹)
- ژنرال آندرانیک (۱۹۹۰) روایت توسط خورن آبراهامیان
- پادشاهی ارمنی کیلیکیه (۱۹۹۳)
- و آنجا روشنایی بود (۲۰۰۱)
- نسخه خطی استقلال (۲۰۰۲)
- پنج سال در ارمنستان - لوریس چکناوریان (۱۹۹۶)
- ما به ارمنستان عشق می‌ورزیم (۲۰۰۷)